# El Tiempo
El Tiempo és un diari fundat el 30 de gener de 1911 per Alfonso Villegas Restrepo a Colòmbia.
El 1916 fou adquirit per Eduardo Santos Montejo, convertint-se en director del diari fins al 1976. En l'actualitat encara continua en poder dels seus descendents, una de les famílies més influents i poderoses del país, i és la base d'un imperi econòmic de mitjans de comunicació conegut com a Casa Editorial El Tiempo (CEET).
En l'actualitat és el diari de més circulació a Colòmbia, i pràcticament l'únic nacional gràcies a la crisi econòmica que patí el seu diari rival El Espectador, que l'any 2001 va convertir-se en setmanari. La seva circulació de dilluns a dissabte és de 2403964 exemplars, i l'edició de diumenge ascendeix a 475.046 (dades de 2004).
El Tiempo publica sis edicions regionals, Bogotà, Carib (Barranquilla, Cartagena d'Índies, Santa Marta, Sincelejo, Riohacha and Valledupar), Medellín, Café (Pereira, Manizales, Armenia), Cali (Cali, Popayán, Pasto) i l'edició Nacional.
El 1987 El Tiempo, juntament amb el diari El Espectador, foren guardonats amb el Premi Príncep d'Astúries de Comunicació i Humanitats.